# Serafino Ogliastro
Serafino Ogliastro (... – Palermo, 12 ottobre 1991) è stato un poliziotto italiano, vittima della mafia.

## Biografia
Serafino Ogliastro era un ex agente della Polizia di Stato e, all'epoca della scomparsa, un venditore di automobili.
Ucciso a Palermo da Salvatore Grigoli con il metodo della lupara bianca, era sposato e padre di due figli. Controversa è la motivazione della sua scomparsa: alcuni ritengono che i mafiosi di Brancaccio sospettavano che Ogliastro nell'ambito del suo lavoro fosse venuto a conoscenza degli autori dell'omicidio di un mafioso, Filippo Quartararo; altre versioni ipotizzano che la vittima sapesse qualcosa della morte di uno degli esattori del "mago dei soldi" di Villabate, Giovanni Sucato.
Il corpo dell'uomo non fu mai rinvenuto, solo l'auto della vittima venne fatta ritrovare dopo oltre un anno dalla scomparsa tramite la trasmissione televisiva "Chi l'ha visto?".

## L'assassinio
Secondo le dichiarazioni del killer pentito Salvatore Grigoli, Ogliastro fu interrogato e torturato. Successivamente, furono in sei a strangolarlo e a caricare il corpo su una Fiat 127 per occultarlo in un luogo rimasto sconosciuto.
Nel 2002 Grigoli, coinvolto in dieci omicidi, fu condannato a 15 anni di detenzione.

## Memoria
Serafino Ogliastro è ricordato ogni anno il 21 marzo nella Giornata della Memoria e dell'Impegno di Libera, la rete di associazioni contro le mafie, che in questa data legge il lungo elenco dei nomi delle vittime di mafia e fenomeni mafiosi.